# أسرار المحيط
أسرار المحيط (باليابانية: 七つの海のティコ) (تيكو والبحار السبعة) هو مسلسل رسوم متحركة أو أنمي من  إنتاج شركة نيبون أنيميشن اليابانية عام 1994. دبلج للعربية من طرف استوديو الزهرة.

## القصة
يتحدث المسلسل عن مغامرات بنت الأحد عشر ربيعا «منارة» (نانامي سيمبسون) ووالدها عالم البحار الدكتور مفيد (سكوت سيمبسون) الذي يبحث عبر المحيطات بسفينته الشراعية عن حوت العنبر المتوهج، وحكايتهم مع أنثى الأوركا أو الحوت القاتل «لؤلؤة» (تيكو) وصغيرها «شراع» (انريكو). يصحب هؤلاء في رحلتهم الاستكشافية البحار «ياطر» و «رغدة» وخادمها.
تنسجم «منارة» مع الطبيعة وأصدقاءها الحيتان الذي قطع والدها عهدا على نفسه أن يحميها من القتل العشوائي، لحد يجعلها تتمكن من التنفس تحت الماء لمدة طويلة أذهلت والدها. وكافأت إحدى حيتان العنبر المتوهجة أحبة الطبيعة بإنقاذ حياتهما في النهاية حيث كانا في غواصة عالقين بين جبلين جليديين فتأتي لؤلؤة وتضرب الغواصة برأسها وتحررها مما كانت عالقة به لكنها تموت فتحزن منارة عليها كثيرا وتكون نهاية القصة محزنة.

### الأغنية العربية
لؤلؤتي تريد
أن نبحر من جديد
لؤلؤتي تريد
أن نبحر من جديد
...
نحو هلال أبيض يسبح في الأفق البعيد
...بين الماء والسماء نبحر في كل الأنواء
وهنا نجم يتلألأ للمركب قال: 
اتبعني تعال يحملك الموج بلا تعب فكفاك دلال...لؤلؤتي تريد
أن نبحر من جديد
نحو هلال أبيض يسبح في الافق البعيد

## الممثلون
- أنجي اليوسف - منارة
- مأمون الرفاعي - الدكتور مفيد
- عادل أبو حسون - باطر
- بثينة شيا - رغدة
- محمد خرماشو - نظمي، مرجان
- رأفت بازو - نسيم، منير (الصوت الأول)
- هنادي السعدي - وسام، لميس
- زياد الرفاعي - الدكتور نبهان، منير (الصوت الثاني)

## طاقم العمل
- إنتاج: 本橋浩一
- إدارة الإنتاج: 本橋寿一
- تصميم الشخصيات: ساتوكو موريكاوا
- الإخراج الفني: 森元茂
- إخراج التصوير: توشياكي موريتا
- الموسيقى: ميتشيرو أوشيما (مدرجة باسم هيبيكي ميوا)
- إخراج الصوت: سادايوشي فوجينو
- الإخراج: جون تاكاغي
- إنتاج: تلفزيون فوجي، نيبون أنيميشن

### النسخة العربية
- الإعداد: عدنان أبو سرية
- المراجعة والتدقيق اللغوي: أيمن بكيراتي
- هندسة الصوت: محمد حسان بكر
- المونتاج: سامر أبو حمد
- المكساج: لويس أبو عسلي
- الإشراف الهندسي: م. أيمن الأخرس
- الحاسوب: محمد حسان فرعون
- كلمات ولحن الشارة: طارق العربي طرقان
- غناء: رندة جليلاتي، طارق العربي طرقان
- المتابعة المالية: أسامة حاج محمد، محمد حسان مهنا
- متابعة الإنتاج: رضوان حجازي
- YOUNG FUTURE (Weiss bros.)‎
- الإنتاج والتوزيع: Animation International (ماهر الحاج ويس)
- الإشراف العام: مناع حجازي
- تنفيذ الدوبلاج: مركز الزهرة للإنتاج الفني و التوزيع – ص.ب 31044
- الإشراف الفني: إياد حجازي

## وصلات خارجية
- أسرار المحيط على موقع IMDb (الإنجليزية)
- أسرار المحيط على موقع ليتربوكسد (الإنجليزية)
- أسرار المحيط على موقع كينوبويسك (الروسية)
- أسرار المحيط على موقع ألو سيني (الفرنسية)
- أسرار المحيط على موقع قاعدة بيانات الفيلم (الإنجليزية)
- أسرار المحيط على موقع ANN anime (الإنجليزية)

 (بالإنجليزية)